# Сборная Израиля по футболу (до 19 лет)
Сборная Израиля по футболу до 19 и 20 лет представляет Израиль на юношеских соревнованиях по футболу (для игроков не старше 19 & 20 лет).

## История
В первый раз сборная участвовала в чемпионате Европы 1997 года, не сумев выйти из группы. На Маккабиаде 2009 сборная Израиля завоевала бронзовые медали.
В 2022 году дошла до финала чемпионата Европы по футболу среди юношей до 19 лет, где в дополнительное время уступила сборной Англии со счетом 1:3.
Главный тренер израильской сборной — Офир Хаим, бывший израильский футболист.